# Umweltinformationsgesetz
Das deutsche Umweltinformationsgesetz (UIG) hat das Ziel, den freien Zugang zu Umweltinformationen zu schaffen und Umweltinformationen zu verbreiten. Es gilt unmittelbar für informationspflichtige Stellen des Bundes. Die Umweltinformationsgesetze der Länder gelten für informationspflichtige Stellen der jeweiligen Bundesländer und verweisen entweder auf das UIG oder regeln eigenständig den gleichen Sachverhalt.

## Geschichte
Das UIG des Bundes wurde erstmals am 8. Juli 1994 in Umsetzung der Richtlinie 90/313/EWG des Rates vom 7. Juni 1990 über den freien Zugang zu Informationen über die Umwelt (ABl. EG 1990, Nr. L 158, S. 56) erlassen. Da gemäß Artikel 9 Absatz 1 der Richtlinie die Umsetzung spätestens am 31. Dezember 1992 hätte erfolgen müssen, lag in der Zeit vom 1. Januar 1993 bis 8. Juli 1994 ein Umsetzungsdefizit vor, in dem die Richtlinie unmittelbar anwendbar war. Das UIG 1994 galt sowohl für die Behörden des Bundes als auch der Länder.
Da die Umsetzung damals teilweise restriktiv war und versuchte, mit verhältnismäßig hohen Gebühren das Einsichtsrecht zu behindern und damit hinter der Richtlinie zurückfiel, hat der Europäische Gerichtshof auf ein von der Europäischen Kommission eingeleitetes Vertragsverletzungsverfahren die Bundesrepublik Deutschland verurteilt (Rechtssache C-217/97, Urteil der 6. Kammer vom 9. September 1999), Anpassungen vorzunehmen. Dies geschah am 23. August 2001 (BGBl. I S. 2218).
In Umsetzung der Aarhus-Konvention wurde am 28. Januar 2003 die weitergehende Richtlinie 2003/4/EG (ABl. L Nr. 41 vom 14. Februar 2003, S. 26) erlassen, die die Richtlinie 90/313/EWG ablöste. Zur Umsetzung wurde ein neues UIG erlassen, welches zum 14. Februar 2005 in Kraft trat. Dieses gilt nun nur noch für informationspflichtige Stellen des Bundes und bundesunmittelbare juristische Personen des öffentlichen Rechts. Der Bundesgesetzgeber war der Auffassung, dass er für die Ansprüche im Bereich der Länder nicht mehr zuständig sei. Die Informationspflicht der Behörden und sonstiger Stellen der Länder und Kommunen ist in entsprechenden Landesgesetzen geregelt.
Mit der Verabschiedung von Informationsfreiheitsgesetzen auf Bundesebene (IFG) sowie in 13 Bundesländern, die ein allgemeines Recht auf Zugang zu öffentlichen Informationen normieren, fungiert das Umweltinformationsgesetz als Spezialgesetz, das in der Regel einen weitergehenden Informationsanspruch für Umweltinformationen bietet. Wie beim IFG kann man sich auch dann an den Bundesbeauftragten für die Informationsfreiheit wenden, wenn man sein Recht auf Informationszugang nach dem UIG als verletzt ansieht.

## Gesetzeszweck
Im § 1 UIG heißt es programmatisch:

„Zweck dieses Gesetzes ist es, den rechtlichen Rahmen für den freien Zugang zu Umweltinformationen bei informationspflichtigen Stellen sowie für die Verbreitung dieser Umweltinformationen zu schaffen.“

Erstmals im UIG 2004 werden die Behörden verpflichtet, alle „Umweltinformationen, die für ihre Aufgaben von Bedeutung sind“, zu verbreiten. Dies geht über das UIG 1994 weit hinaus, in dem die Behörden lediglich auf Antrag Auskunft gegeben mussten. Darüber hinaus wurde der Umweltinformationsbegriff erweitert um Gesundheit, Sicherheit sowie Tätigkeiten und Maßnahmen, die sich auf die Umwelt auswirken. Außer den Behörden sind nun auch bestimmte nicht staatliche Stellen auskunftspflichtig. Eine Bearbeitungsfrist (1 bis 2 Monate) wurde eingeführt.
Der Bürger soll sich zum Anwalt der Umwelt machen können. Da viele Umweltschäden erst zukünftige Generationen belasten, gäbe es sonst keine jetzt lebenden „Kläger“. Durch Transparenz und Öffentlichkeit soll die Bevölkerung und Umweltverbände in die Lage versetzt werden, Vollzugsdefizite und mögliche Gefahren, Probleme und neue Aufgaben zu erkennen.
Es dient dazu, das „Umweltbewusstsein zu schärfen, einen freien Meinungsaustausch und eine wirksamere Teilnahme der Öffentlichkeit an Entscheidungsverfahren in Umweltfragen zu ermöglichen und letztendlich so den Umweltschutz zu verbessern.“

## Struktur und Inhalt
Im Gegensatz zur Tradition des deutschen Verwaltungsrechts, das Ansprüche auf Auskunft oder Information grundsätzlich nur als Verfahrensrechte gewährt, die insbesondere nicht selbständig gerichtlich geltend gemacht werden können, und ihnen damit nur einen akzessorischen Charakter gibt, ist der Informationsanspruch nach den UIG des Bundes und der Länder ein echter materieller Anspruch, der dem Berechtigten unabhängig von der Durchführung eines Verwaltungsverfahrens und selbständig einklagbar zusteht.
Der Informationsanspruch steht jedermann zu. Er setzt kein besonderes rechtliches Interesse voraus und ist selbständig einklagbar (§ 3 Abs. 1 UIG). Anspruchsgegner sind die im Gesetz genauer spezifizierten informationspflichtigen Stellen, zu denen vor allem Behörden gehören, anders als nach dem alten UIG sind nun alle Behörden (§ 2 UIG) und nicht nur spezifisch umweltorientierte Behörden erfasst. Im Gegensatz zum Informationsfreiheitsgesetz gibt es im UIG keine Ausnahme für Geheimdienste. Dabei gilt für die Bundesstellen das UIG des Bundes, für die des Landes das jeweilige Landes-UIG. Verlangt werden können nur umweltrelevante Informationen, ungeachtet ihres Alters. Es können folglich auch Umweltinformationen angefragt werden, welche vor dem Inkrafttreten des Umweltinformationsgesetzes erstellt wurden. Die Informationen können in verschiedener Form übermittelt werden. Es können dabei angemessene Gebühren verlangt werden. In bestimmten Fällen kann die informationspflichtige Stelle die Herausgabe verweigern, so, wenn das Informationsverlangen rechtsmissbräuchlich (etwa nur um die Beamten „rotieren zu lassen“) ist (§ 8 Abs. 2 UIG), wenn es um Auskünfte aus einem noch nicht abgeschlossenen Verfahren (§ 8 Abs. 1 UIG) oder sensible Unternehmensinformationen geht (§ 9 UIG: Betriebs- und Geschäftsgeheimnisse, Patentinformationen oder Personendaten im Sinne des Bundesdatenschutzgesetzes).

## Evaluation
Durch das Unabhängige Institut für Umweltfragen im Auftrag des Umweltbundesamts wurde das UIG des Bundes evaluiert. Der Bericht wurde im Dezember 2020 vom Umweltbundesamt veröffentlicht. In die Evaluation flossen auch die Ergebnisse von 52 Gerichtsverfahren ein, die seit Bestehen des Umweltinformationsgesetzes bis 2017 geführt worden sein. Der Bericht kommt u. a. zu dem Schluss, dass sich das UIG im Wesentlichen bewährt hat und macht einige Optimierungsvorschläge.

### Umweltinformationsgesetze der Länder
- Baden-Württemberg: Umweltverwaltungsgesetz (UVwG). Ersetzt seit 1. Januar 2015 das Landesumweltinformationsgesetz.[4]
- Bayern BayUIG (PDF-Datei; 176 kB)
- Berlin – Informationsfreiheitsgesetz IFG § 18a mit Verweis auf das Bundes UIG
- Brandenburg BbgUIG
- Bremen
- Hamburg HmbUIG
- Hessen HUIG
- Mecklenburg-Vorpommern LUIG
- Niedersachsen NUIG
- Nordrhein-Westfalen, Informationen zum UIG
- Rheinland-Pfalz Transparenzgesetz
- Saarland SUIG
- Schleswig-Holstein
- Sachsen SächsUIG. Im Dezember 2018 geändert, um den Landesrechnungshof angesichts einer Auskunftsklage vom Anwendungsbereich auszunehmen.[5]
- Sachsen-Anhalt UIG-LSA
- Thüringen ThürUIG

### EU-Richtlinie
- Richtlinie 2003/4/EG des Europäischen Parlaments und des Rates vom 28. Januar 2003 über den Zugang der Öffentlichkeit zu Umweltinformationen und zur Aufhebung der Richtlinie 90/313/EWG des Rates